# Zara la mística
The Mystic (titulada en España, Zara la mística) es una película dramática muda estadounidense de MGM de 1925 dirigida por Tod Browning. El guion fue coescrito por Browning y Waldemar Young, escribiendo una historia similar a su exitosa película anterior estrenada solo unos meses antes The Unholy Three. Sin embargo, aunque el espiritismo estaba de moda esta vez Browning no pudo contratar a su estrella favorita, Lon Chaney, y The Mystic terminó en una película poco conocida con un reparto de nombres ahora olvidados. Los vestidos de Aileen Pringle en la película eran del famoso diseñador Erté. Existe una copia de la película.

## Trama
Michael Nash, un timador estadounidense de paso por Hungría, convence a Zara, una pitonisa zíngara de barraca de feria, y su troupe liderada por su padre Zazarack para que le acompañen de regreso a su país con el fin de robar a la heredera Doris Merrick, mediante sesiones espiritistas falsas en las que a través de la bella "médium" Zara el difunto padre de la joven le dará "instrucciones" para deshacerse de sus acciones y joyas. Nash, con la ayuda de Zara y sus gitanos, logra a su vez estafar al corrupto tutor de Merrick, el financiero de Wall Street Bradshaw y quitarle su fortuna.
Nash intenta decirle a Zara que la ama. En una pelea con sus cómplices, él le demuestra su amor. Zara y su banda son capturados por la policía y Nash escapa con el botín. El pretendiente de Zara intenta que ella se case con él, pero al ver la desesperanza de su causa, se lo notifica a Nash. Se reconcilian después de que él devuelve el dinero robado.

## Reparto
- Aileen Pringle como Zara.
- Conway Tearle como Michael Nash.
- Mitchell Lewis como Zazarack.
- Robert Ober como Anton.
- Stanton Heck como Carlo.
- David Torrence como Bradshaw.
- Gladys Hulette como Doris Merrick.
- DeWitt Clarke Jennings como inspector de policía.

## Video doméstico
Después de años exclusivamente en VHS, The Criterion Collection anunció un conjunto de Blu-Ray que también incluye Freaks y Garras humanas, lanzado en octubre de 2023.